# Futbola Klubs Kauguri
Il Futbola Klubs Kauguri è una squadra lettone di calcio a 5 con sede a Jūrmala. 

## Storia
L'unico titolo vinto dalla società è il campionato 2006-07, disputato come "Kimmel/Kauguri". La stagione seguente il Kauguri ha debuttato nella Coppa UEFA, ospitando il girone C del turno preliminare. Dopo due larghe vittorie contro i tedeschi dell'Eppelborn e gli estoni dell'Anži Tallinn, il Kauguri ha perso l'incontro decisivo contro i moldavi del Camelot Chișinău , venendo eliminato dalla competizione.

## Palmarès
- Campionato lettone: 1
2006-2007